# Willie K
William Awihilima Kahaiali'i, más conocido como Willie K (Maui, Hawái; 17 de octubre de 1960-Wailuku, Hawái, 18 de mayo de 2020), fue un músico y productor discográfico hawaiano. Durante su carrera exploró varios géneros como el blues, el rock, la música hawaiana y la ópera. Dueño de Mau Tribe Productions, actuó con reconocidos artistas como Santana, Prince, Steven Tyler y Willie Nelson.

## Biografía
Criado en el seno de una familia de músicos en Lahaina, Hawaii, Willie empezó su carrera musical al lado de su padre, el guitarrista de jazz Manu Kahaiali'i. En 1993, Willie inició una colaboración con la cantautora Amy Hānaialiʻi Gilliom que se extendería por nueve años. La pareja realizó giras y grabó varios discos de estudio. Sus grabaciones ganaron siete premios Na Hoku Hanohano, parte de los 19 galardones que ganó Willie en su carrera como músico o productor.
En 2005, el álbum Amy & Willie Live obtuvo una nominación a los premios Grammy el mismo año en el que se instauró la categoría de mejor álbum de música hawaiana. Dos años después se convirtió en uno de los pocos artistas en ganar un Hoku como parte de tres actos diferentes. Su colaboración con Eric Gilliom ganó en la categoría de mejor álbum hawaiano contemporáneo, en adición a sus galardones como artista solista y con Amy Hānaialiʻi Gilliom.

### Enfermedad y fallecimiento
En febrero de 2018, fue diagnosticado con cáncer de pulmón y debió cancelar algunas presentaciones en Honolulu. En abril de 2019, el músico anunció en su página de Facebook que se sometería a la inmunoterapia. A mediados del mes de febrero de 2020 fue ingresado en un hospital a causa de una neumonía que se complicó con el cáncer de pulmón. Falleció en su domicilio de Maui dos meses después a los 59 años el 18 de mayo.